# Copa Libertadores (Futsal) der Frauen
Seit 2013 wird von der CONMEBOL die Copa Libertadores (Futsal) der Frauen als offizielle Südamerikameisterschaft der Frauen im Futsal, seit 2014 (span.: CONMEBOL Libertadores Futsal Femenina), für Klubs ausgetragen. 

## Die Endspiele und Sieger
| Saison | Austragungsort        | Sieger                                  | Ergebnis                                | Finalist                                |
| ------ | --------------------- | --------------------------------------- | --------------------------------------- | --------------------------------------- |
| 2013   | Santiago (Chile)      | Uno/Chapecó                             | 5:1                                     | Club Atlético San Lorenzo               |
| 2015   | Santiago (Chile)      | Barateiro                               | 11:0                                    | CD Santiago Morning                     |
| 2016   | Santiago (Chile)      | Barateiro                               | 7:2                                     | Estudiantes de Guárico                  |
| 2017   | Asunción (Paraguay)   | Uno/Chapecó                             | 4:2                                     | Sport Colonial                          |
| 2018   | Luque (Paraguay)      | Leoas Da Serra                          | 4:0                                     | Sport Colonial                          |
| 2019   | Camboriú (Brasilien)  | Bateria Jupiter/Cianorte                | 2:0                                     | Independiente Cali                      |
| 2020   | Cochabamba (Bolivien) | Abgesagt aufgrund der COVID-19-Pandemie | Abgesagt aufgrund der COVID-19-Pandemie | Abgesagt aufgrund der COVID-19-Pandemie |
| 2021   | Cochabamba (Bolivien) | Abgesagt aufgrund der COVID-19-Pandemie | Abgesagt aufgrund der COVID-19-Pandemie | Abgesagt aufgrund der COVID-19-Pandemie |
| 2022   | Cochabamba (Bolivien) | Taboão Magnus                           | 6:0                                     | Club Atlético San Lorenzo               |
| 2023   | Luque (Paraguay)      | Stein Cascavel                          | 5:0                                     | Club Always Ready                       |
| 2024   | Cochabamba (Bolivien) | Stein Cascavel                          | 5:0                                     | Racing Club de Avellaneda               |